# M-497 Black Beetle
M-497 Black Beetle – amerykański prototyp kolejowego wagonu silnikowego o napędzie odrzutowym, opracowany w 1966 roku przez inżynierów z kolei New York Central Railroad pod kierownictwem Dona Wetzela.
W projekcie wykorzystano dwa silniki General Electric J47-19 z bombowca Convair B-36 Peacemaker, które zostały zamontowane z przodu pojazdu, nad kabiną maszynisty pierwotnie spalinowego zespołu trakcyjnego Budd Rail Diesel Car. Jazdy testowe odbywały się na zwyczajnych liniach kolejowych, konkretnie na odcinku pomiędzy Butler w Indianie a Stryker w Ohio. Osiągnięto maksymalną prędkość 296 km/h, ostatecznie projekt został jednak zarzucony, silniki zdemontowane, a wagon do 1977 roku wykorzystywany w tradycyjnym systemie.